# Ein Brudermord
Ein Brudermord – brytyjska sześciominutowa animacja braci Quay z 1981 roku, oparta na prozie Franza Kafki i opowiadaniu Ein Brudermord z 1919 roku. Z powodu nieuzgodnienia praw autorskich do muzyki przez producenta obraz nie mógł być wyświetlany i nie ma go na żadnej kompilacji filmów braci na DVD. Głosu w animacji użyczył Lutz Becker, reżyser filmów dokumentalnych o Adolfie Hitlerze i III Rzeszy.

## Muzyka
W filmie wykorzystano muzykę Krzysztofa Pendereckiego, nagraną przez Krakowską Orkiestrę Filharmoniczną pod batutą Henryka Czyża. Według słów braci: "Wykorzystaliśmy jego muzykę, bo jest niezwykle silna, gwałtowna i ekspresyjna, kreuje świat w podobny sposób, jak my staramy się to robić. Potrafi opowiadać o świecie i w skali mikroskopowej, i w gigantycznej (...). Ale filmowi ta muzyka nie posłużyła – producent nie do końca wyjaśnił prawa autorskie i film nie mógł być wyświetlany".